# Mathilda letei
Mathilda letei is een slakkensoort uit de familie van de Mathildidae. De wetenschappelijke naam van de soort is voor het eerst geldig gepubliceerd in 2007 door Prki & Smriglio.